# Clive Cussler
Clive Cussler (Aurora (Illinois), 15 juli 1931 – Scottsdale (Arizona), 24 februari 2020) was een Amerikaans schrijver van avonturenromans. Wereldwijd verkocht hij meer dan 125 miljoen boeken.

## Levensloop
Cussler groeide op in Alhambra, Californië. Voordat hij dienst deed in de Koreaanse Oorlog als vliegtuigtechnicus, zat hij nog twee jaar op school op het Pasadena City College. Na zijn ontslag werd hij tekstschrijver en later reclamemaker voor radio en tv. Daarmee behaalde hij verschillende onderscheidingen.
In 1965 begon hij te schrijven aan zijn eerste boek, dat uiteindelijk in 1973 uitkwam. Hier kwam Dirk Pitt ook in voor, die in veel meer boeken van hem zou verschijnen. Later nam Kurt Austin als nieuwe hoofdpersoon de fakkel over van Dirk, in de serie van de NUMA-files. In alle boeken speelt de organisatie NUMA, die aan oceanografisch onderzoek doet, een belangrijke rol.
Clive Cussler was ook een verzamelaar van oude auto's. Deze zijn te bezichtigen in het Cussler Museum in Arvada. Veel van deze oude auto's komen ook terug in avonturen van Dirk Pitt, net zoals Clive Cussler die zelf ook vaak ergens in zijn eigen boeken terugkomt.
Op 24 februari 2020 is Clive Cussler in Scottsdale, Arizona, Verenigde Staten overleden. Hij is 88 jaar geworden. Zijn vrouw schreef op Twitter: “Het is met een zwaar hart dat ik het trieste nieuws deel dat mijn man Clive is overleden. Het was een voorrecht om zijn leven te delen. Ik wil zijn fans en vrienden bedanken voor de steun. Hij was de vriendelijkste, zachtaardigste man die ik ooit heb ontmoet. Ik weet het, zijn avonturen zullen doorgaan.”

## CSS Hunley
Cussler was een actief zoeker naar gezonken schepen. Dit deed hij vanuit de door hemzelf opgerichte en geleide NUMA. Een van zijn bekendste vondsten is die van de CSS Hunley. Deze vond hij in 1995 en het wrak werd geborgen in 2000. Daarnaast heeft hij tientallen andere schepen geborgen.

## Boeken
Sinds 2005 worden alle boeken van Clive Cussler in het Nederlands uitgegeven door uitgeverij
The House of Books. Voorheen verschenen ze in pocketvorm door Zwarte Beertjes in samenwerking met A.W. Bruna Uitgevers; dit waren enkel de verhalen van Dirk Pitt.
Onderstaand overzicht bevat alle boeken van Dirk Pitt in chronologische volgorde. Tussen haakjes staan de data van verschijnen in het Nederlands. Erachter staat de oorspronkelijke titel en de ontbrekende Nederlandse titels worden met de Engelse titels aangevuld: Sinds 2021 worden nieuwe boeken uitgegeven op naam van Clive Cussler, die zijn geschreven door zijn zoon Dirk Cussler.
- Het Logboek (1984) - Pacific Vortex (1983)
- May Day (1994) - The Mediterranean Caper (1973)
- Operatie IJsberg (1995) - Iceberg (1975)
- Licht de Titanic (1978) (Alternatieve titel: Bedreigde berging)+ Verfilmd - Raise the Titanic! (1976)
- Vixen 03 (1980) - Vixen 03 (1978)
- Duik in het duister (1982) - Night Probe (1981)
- Dodelijk tij (1992) - Deep Six (1984)
- Dodelijke lading (1990) - Cyclops (1986)
- Verdwijning van de Flamborough (1992) - Treasure (1988)
- Operatie Dragon (1991) - Dragon (1990)
- Sahara (1992)+ Verfilmd - Sahara (1992)
- Het goud der Inca's (1994) - Inca Gold (1994)
- Schokgolf (1997) - Shock Wave (1996)
- Stormvloed (1998) - Flood Tide (1997)
- Atlantis ontdekt (2000) - Atlantis Found (1999)
- Inferno op zee (2001) (Alternatieve titel: Poorten van Hades) - Valhalla Rising (2001)
- Trojaanse Odyssee (2005) - Trojan Odyssey (2003)
- Zwarte wind (2006) - Black Wind (2004)
- De schat van Khan (2008) - Treasure of Khan (2006)
- Duivelsadem (2010) - Arctic Drift (2008)
- Wassende Maan (2011) - Crescent Dawn (2010)
- De Pijl van Poseidon (2013) - Poseidon's Arrow (2012)
- Storm in Havana (2015) - Havana Storm (2014)
- Dood op de Zwarte Zee (2016) - Odessa Sea (2016)
- Het Keltische Rijk (2019) - Celtic Empire (2018)
- Duivelse zee (2023) - The Devil's Sea (2021)

De serie NUMA-files gaat over de avonturen van Kurt Austin. Hij is directeur Speciale Projecten van de NUMA en dus een collega van Dirk Pitt. De boeken over de NUMA-files schrijft Clive Cussler samen met Paul Kemprecos. Tot op heden zijn de volgende verhalen van Kurt Austin verschenen, ook hier de Engelse titels en de ontbrekende aanvulling:
- Serpent (2000) - Serpent (1999)
- Het blauwe goud (2001) - Blue Gold (2000)
- Vuurijs (2003) - Fire Ice (2002)
- Witte dood (2005) - White Death (2003)
- Verloren stad (2006) - Lost City (2004)
- Poolstorm (2007) - Polar Shift (2005)
- De Navigator (2009) - The Navigator (2007)
- Medusa (2010) - Medusa (2009)
- De Storm (2013) - The Storm (2012)
- Duivelspoort (2014) - Devil's Gate (2011)
- Zero Hour (2015) - Zero Hour (2013)
- Spookschip (2017) -  Ghost Ship (2014)
- Het geheim van de farao (2018) - The Pharaoh's Secret (2015)
- Nighthawk (2020) - Nighthawk (2017)
- Grenzeloze hebzucht (2022) - Sea of Greed (2018)
- Reis van de farao's (2024) - Journey of the Pharaohs (2020)

De boeken uit de Dossier Oregon-serie gaan over de avonturen van kapitein Juan Cabrillo.
Deze schrijft Clive Cussler samen met Craig Dirgo (de eerste twee) en met Jack du Brul (de rest).
Tot op heden zijn in de dossier Oregon serie verschenen:
- Gouden Boeddha (2003) - Golden Buddha (2003)
- Heilige Steen (2007) - Sacred Stone (2004)
- Het goud van Kamtsjatka (2008) - Dark Watch (2005)
- Het oog van de orkaan (2009) - Skeleton Coast (2006)
- Doden schip (2011) - Plague Ship (2008)
- De Kaper (2012) - Corsair (2009)
- De Stille Zee (2012) - The Silent Sea (2010)
- The Jungle (2011): nog niet in het Nederlands verschenen, 23-11-18
- Mirage (2013): nog niet in het Nederlands verschenen, 23-11-18
- Piranha (2015): nog niet in het Nederlands verschenen, 23-11-18
- The Emperor's Revenge (2016): nog niet in het Nederlands verschenen, 23-11-18
- Typhoon Fury (2017): nog niet in het Nederlands verschenen, 29-9-2021
- Shadow Tyrants (2018): nog niet in het Nederlands verschenen, 29-9-2021

De boeken uit de Isaac Bell-serie gaan over een rechercheur die werkt voor het Van Dorn Detective Agency. Deze verscheen in 2007 voor het eerst in de Verenigde Staten. Ook hierbij de oorspronkelijke titels en de aanvulling. Hiervan maken deel uit:
- De Jacht (2011) - The Chase (2007)
- De Saboteur (2012) - The Wrecker (2009)
- De Spion (2013) - The Spy (2010)
- De Race (2014) - The Race (2011)
- De Dief (2014) - The Thief (2012)
- De Provocateur (2016) - The Striker (2013)
- De Smokkelaar (2017):  The Bootlegger (2014)
- De Scherpschutter (2019):  The Assassin (2015):
- De Gangster (2021):  The Gangster (2016):
- The Cutthroat (2017): nog niet in het Nederlands verschenen, 23-11-2018
- The Titanic Secret (2019): nog niet in het Nederlands verschenen, 29-9-2021

De serie Fargo Adventures is niet verschenen in het Nederlands. De Engelse titels zijn:
- Spartan Gold (2009)
- Lost Empire (2010)
- The Kingdom (2011)
- The Tombs (2012)
- The Mayan Secrets (2013)
- The Eye of Heaven (2014)
- The Solomon Curse (2015)
- Pirate (2016)
- The Oracle (2019)

De boeken uit de Sea Hunters-serie (die samen met Craig Dirgo zijn geschreven) omvatten:
- Gezonken schat (1999) - The Sea Hunters: True Adventures With Famous Shipwrecks (1996)
- Jacht in de diepte (2004) - The Sea Hunters II: Diving the World's Seas for Famous Shipwrecks (2002)

De Kinderboeken
- De ongeloofelijke reis (2007) - The Adventures of Vin Fiz
- The Adventures of Hotsy Totsy (2010): nog niet in het Nederlands verschenen, 29-9-2021

De serie Non Fiction is niet verschenen in het Nederlands. De Engelse titels zijn:
- Dirk Pitt Revealed (1998)
- Built for Adventure (2011)
- Built To Thrill (2016)